# 1959年朝鮮民主主義人民共和國最高人民會議補選
朝鮮民主主義人民共和國第二屆最高人民會議補選在1959年7月19日舉行，以選出56名因八月宗派事件而被清洗的代議員議席。1956年8月，以金枓奉和崔昌益為首的一些朝鮮勞動黨改革派試圖發動一場宮殿式政變迫使時任最高領導人金日成下台，但未能成功。為強化統治，金日成於政變後的兩年間先後對最高人民會議的56名代議員進行肅清，當中包括33名朝鮮勞動黨員、7名朝鮮民主黨員、8名天道教青友黨員以及3名無黨籍人士。為填補上述空缺，最高人民會議須進行補選。
這次的補選與過去相同，所有選區只有一名事先由執政黨朝鮮勞動黨議定的候選人參選。其中，55個候選人是朝鮮勞動黨人，其餘1人是天道教青友黨新任黨魁朴申德。在每個選區上，選票均印有候選人的名字，選民要在名字旁的方格打上剔號以示支持，或在其姓名上打上叉號表示反對。最終，在120萬選民投票下，儘管有14名選民投下反對票，所有候選人都成功當選。

## 資料來源
1. ↑  Jae-Jung Suh. . Rowman & Littlefield. 2013: 97. ISBN 9780739176580.
2. 1 2 3 4  . Fyodor Tertitskiy. Daily NK. 2017-09-19  [2017-09-29]. （原始内容存档于2017-11-30）.